# チャールズ・ブラケット
チャールズ・ブラケット（Charles Brackett、1892年9月26日 - 1969年3月9日）は、アメリカ合衆国の映画脚本家、映画プロデューサー。
ハリウッドの黄金時代において、特にビリー・ワイルダー監督との共同作業で知られ、多くの名作映画を手掛けた。

## 生涯とキャリア
ニューヨーク州ニューヨーク市に生まれる。ハーバード大学で学んだ後、ジャーナリズムの分野でキャリアをスタートさせた。その後、映画業界に転身し、脚本家としての道を歩み始めた。
1936年8月からワイルダーと協力し多くの映画を制作した。特に『失われた週末』と『サンセット大通り』でアカデミー賞を受賞した。
1969年3月9日、カリフォルニア州ロサンゼルスで亡くなった。

## フィルモグラフィ
（"*" はワイルダーと共同）
- Tomorrow's Love (1925) – 原作『Interlocutory』
- Risky Business (1926) – 原作『Pearls Before Cecily』
- Pointed Heels (1929) – 原作
- Secrets of a Secretary (1931) – 原作
- College Scandal (1935) – 脚本
- Without Regret (1935) – 脚本
- The Last Outpost (1935) – 脚本
- Rose of the Rancho (1936) – 脚本
- 女の罠 Woman Trap (1936) – 脚本
- Piccadilly Jim (1936) – 脚本
- Live, Love and Learn (1937) – 脚本
- 青髭八人目の妻 Bluebeard's Eighth Wife (1938)* – 脚本
- What a Life (1939)* – 脚本
- ニノチカ Ninotchka (1939)* – 脚本
- ミッドナイト Midnight (1939)* – 脚本
- 囁きの木陰 Arise, My Love (1940)* – 脚本
- Hold Back the Dawn (1941)* – 脚本
- 教授と美女 Ball of Fire (1941)* – 脚本
- 少佐と少女 The Major and the Minor (1942)* – 脚本
- 熱砂の秘密 Five Graves to Cairo (1943)* – 脚本・製作
- 呪いの家 The Uninvited (1944) – 製作
- 失われた週末 The Lost Weekend (1945)* – 製作・脚本
- 遥かなる我が子 To Each His Own (1946) – 脚本、製作
- 気まぐれ天使 The Bishop's Wife (1947) – 脚本（クレジットなし）
- 異国の出来事 A Foreign Affair (1948)* – 脚本、製作
- 皇帝円舞曲 The Emperor Waltz (1948)* – 脚本・製作
- 風変りな恋 Miss Tatlock's Millions (1948) – 脚本・製作
- サンセット大通り Sunset Boulevard (1950)* – 脚本・製作
- 恐怖の一夜 Edge of Doom (1950) – 脚本（クレジットなし）
- The Mating Season (1951) – 脚本・製作
- The Model and the Marriage Broker (1951) – 脚本・製作
- ナイアガラ Niagara (1953) – 脚本・ 製作
- タイタニックの最期 Titanic (1953) – 脚本・ 製作
- ニューヨークの女達 Woman's World (1954) – 製作
- 悪の花園 Garden of Evil (1954) – 製作
- ヴァージン・クイーン The Virgin Queen (1955) – 製作
- 夢去りぬ The Girl in the Red Velvet Swing (1955) – 脚本・製作
- Teenage Rebel (1956) – 脚本・製作
- 王様と私 The King and I (1956) – 製作
- あの日あのとき D-Day the Sixth of June (1956) – 製作
- 気まぐれバス The Wayward Bus (1957) – 製作
- 愛の贈物 The Gift of Love (1958) – 製作
- 秘めたる情事 Ten North Frederick (1958) – 製作
- The Remarkable Mr. Pennypacker (1959) – 製作
- ゆきすぎた遊び Blue Denim (1959) – 製作
- 地底探検 Journey to the Center of the Earth (1959) – 脚本・製作
- ゲバルトパパ High Time (1960) – 製作
- ステート・フェア State Fair (1962) – 製作

## 受賞歴
| 賞           | 年   | 部門   | 対象                   | 結果       | 出典  |
| ------------ | ---- | ------ | ---------------------- | ---------- | ----- |
| アカデミー賞 | 1939 | 脚色賞 | 『ニノチカ』           | ノミネート | [ 2 ] |
| アカデミー賞 | 1941 | 脚色賞 | 『Hold Back the Dawn』 | ノミネート | [ 2 ] |
| アカデミー賞 | 1945 | 脚色賞 | 『失われた週末』       | 受賞       | [ 2 ] |
| アカデミー賞 | 1946 | 原案賞 | 『遥かなる我が子』     | ノミネート | [ 2 ] |
| アカデミー賞 | 1948 | 脚色賞 | 『異国の出来事』       | ノミネート | [ 2 ] |
| アカデミー賞 | 1950 | 脚本賞 | 『サンセット大通り』   | 受賞       | [ 2 ] |
| アカデミー賞 | 1953 | 脚本賞 | 『タイタニックの最期』 | 受賞       | [ 2 ] |
| アカデミー賞 | 1956 | 作品賞 | 『王様と私』           | ノミネート | [ 2 ] |
| アカデミー賞 | 1957 | 名誉賞 |                        | 受賞       | [ 2 ] |

ハリウッド・ウォーク・オブ・フェームにも名を連ねている。

## 私生活
1919年にエリザベス・バローズ・フレッチャーと結婚。二人の間にはアレクサンドラ・コーリス・ブラケットとエリザベス・フレッチャー・ブラケットの二人の娘が生まれた。妻は1948年に亡くなり、ブラケットは1953年に彼女の妹であるリリアン・フレッチャーと結婚した。二人の間には子供はいなかった。
ブラケットは共和党党員であり、1936年にはアルフレッド・ランドンに投票、1964年のアメリカ合衆国大統領選挙ではバリー・ゴールドウォーターを支持した。